# Eustache Conrad d'Osmond
 (avril 2018).
Si vous disposez d'ouvrages ou d'articles de référence ou si vous connaissez des sites web de qualité traitant du thème abordé ici, merci de compléter l'article en donnant les références utiles à sa vérifiabilité et en les liant à la section « Notes et références ».
 (avril 2018).
- Si vous ne connaissez pas le sujet, laissez ce bandeau (vous pouvez alors contacter les auteurs).
- Si vous supprimez le contenu mis en cause (vous pouvez préalablement contacter les auteurs),

argumentez précisément cette suppression dans la page de discussion
(un manque de référence n'est pas un argument ; une recherche réelle de référence doit avoir été effectuée, être formellement documentée).
Eustache Conrad d'Osmond, 6e et dernier marquis d'Osmond (1891), est né au château de Pontchartrain le 15 août 1855 et mort le 8 juin 1904.

## Biographie
Fils de Rainulphe Marie Eustache d'Osmond (1828-1891), 5e marquis d'Osmond, et de sa première épouse, Marie Joséphine Tardieu de Maleyssie. Décédé sans alliance et sans postérité, il fut le dernier mâle de la famille d'Osmond qui s'éteignit avec lui. Ses biens passèrent aux Maillé de la Tour Landry.